# خواكين سولير سيرانو
خواكين سولير سيرانو (بالإسبانية: Joaquín Soler Serrano)‏ هو صحفي ومقدم تلفزيوني إسباني، ولد في 19 أغسطس 1919 في مرسية في إسبانيا، وتوفي في 7 سبتمبر 2010 في برشلونة في إسبانيا.

## وصلات خارجية
- خواكين سولير سيرانو على موقع IMDb (الإنجليزية)
- خواكين سولير سيرانو على موقع ميوزك برينز (الإنجليزية)
- خواكين سولير سيرانو على موقع قاعدة بيانات الفيلم (الإنجليزية)